# Echeveria scheeri
Echeveria scheeri är en fetbladsväxtart som beskrevs av John Lindley. Echeveria scheeri ingår i släktet Echeveria och familjen fetbladsväxter. Inga underarter finns listade i Catalogue of Life.